# (200078) 1028 T-3
(200078) 1028 T-3 es un asteroide perteneciente al cinturón de asteroides, descubierto el 17 de octubre de 1977 por Cornelis Johannes van Houten en conjunto a su esposa también astrónoma Ingrid van Houten-Groeneveld y el astrónomo Tom Gehrels desde el Observatorio del Monte Palomar, Estados Unidos.

## Designación y nombre
Designado provisionalmente como  1028 T-3.

## Características orbitales
1028 T-3 está situado a una distancia media del Sol de 2,990 ua, pudiendo alejarse hasta 3,300 ua y acercarse hasta 2,680 ua. Su excentricidad es 0,103 y la inclinación orbital 8,028 grados. Emplea 1888,95 días en completar una órbita alrededor del Sol.

## Características físicas
La magnitud absoluta de 1028 T-3 es 15,3.